# Orchis mascula
Orchis mascula es una orquídea de hábito terrestre que se distribuyen por Europa mediterránea y noroeste de África.

## Descripción

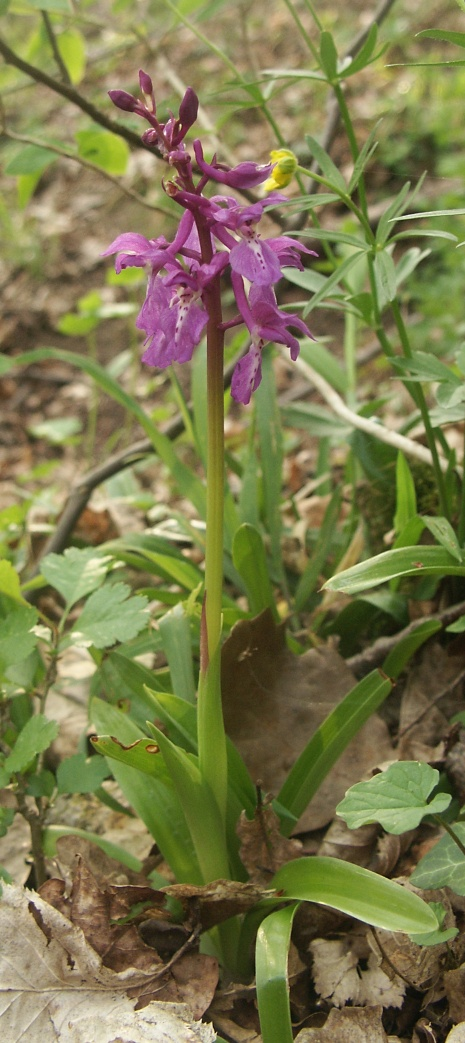
Orchis mascula planta.

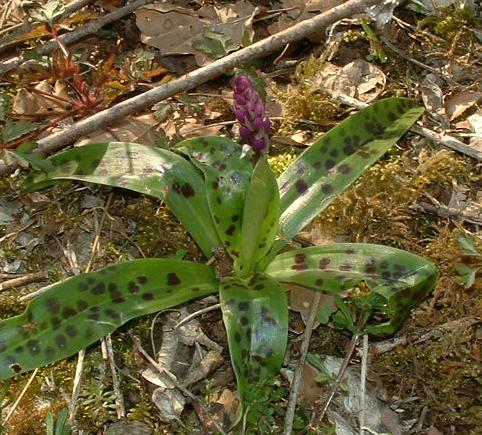
Orchis mascula
roseta foliar con tallo de la inflorescencia.

Las hojas son oblongas con una longitud de 8 cm generalmente con manchas desiguales de color purpureo marrón oscuro. También presenta bráctea que envuelve el tallo en la mayor parte de su longitud. Las hojas crecen desde los nódulos subterráneos que tienen un tamaño máximo de 6 cm y son elipsoides.

La inflorescencia que es erecta en espiga con forma oblonga, sale de la roseta basal de 5 a 10 hojas oblongo lanceoladas que a veces están moteadas de puntos púrpura marronáceos. El tallo de 7,5 a 12,5 cm de longitud.

Presenta una densa floración en forma oblonga con flores pequeñas . Los tres sépalos son iguales en tamaño estando soldados por los lados quedando los ápices sueltos en 2/4 partes, estos extremos sueltos de los dos laterales se curvan hacia arriba y ligeramente hacia ambos lados. Forman una especie de gorra que cubre la columna. Los sépalos presentan un color uniforme púrpura fuerte.

El labelo sobresale debajo del casco 3/4 partes. Es de color púrpura como los sépalos, en el centro tiene una línea blanca más ancha en la base y se estrecha hasta desaparecer a mitad del labelo moteada de puntos púrpura de color más intenso que el del resto de la flor. El labelo presenta tres lóbulos el central ligeramente más ancho que los dos lóbulos que hay uno a cada lado que están ligeramente arqueados hacia adentro y hacia arriba. Tiene además dos pétalos casi tan grandes como los sépalos de color rosa blanquecino que cubren a la columna por debajo de los sépalos.

Florece desde marzo hasta junio. El color puede variar desde blanquecino a diferentes tonos de rosa y púrpura.

## Descripción y hábitat
Se desarrolla en prados y terrenos a la luz solar directa o media sombra.

Se encuentran en el Mediterráneo y noroeste de África.

## Taxonomía
Orchis mascula fue descrita por Linneo  y publicado en Flora Suecica 310. 1755.
Etimología
Estas  orquídeas reciben su nombre del griego όρχις "orchis", que significa testículo, por la apariencia de los tubérculos subterráneos en algunas especies terrestres. La palabra 'orchis' la usó por primera vez  Teofrasto (371/372 - 287/286 a. C.), en su libro  "De historia plantarum" (La historia natural de las plantas). Fue discípulo de Aristóteles y está considerado como el padre de la Botánica y de la Ecología.
mascula: epíteto latino que significa macho, masculino.
Sinonimia

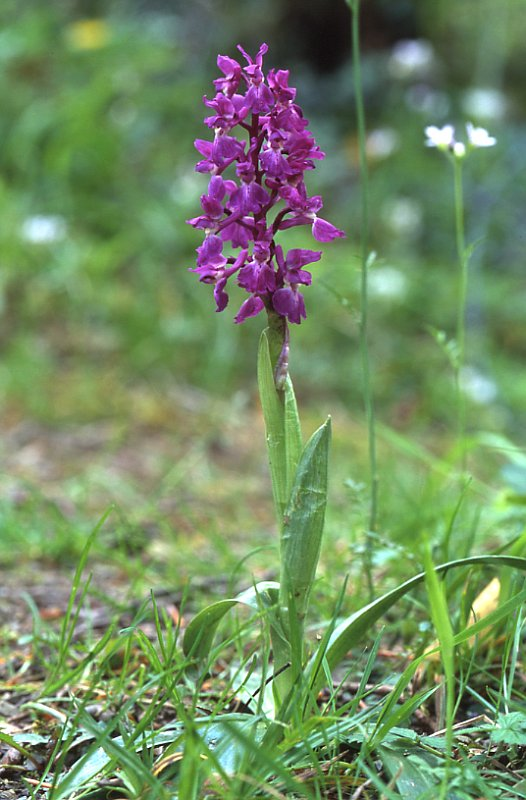

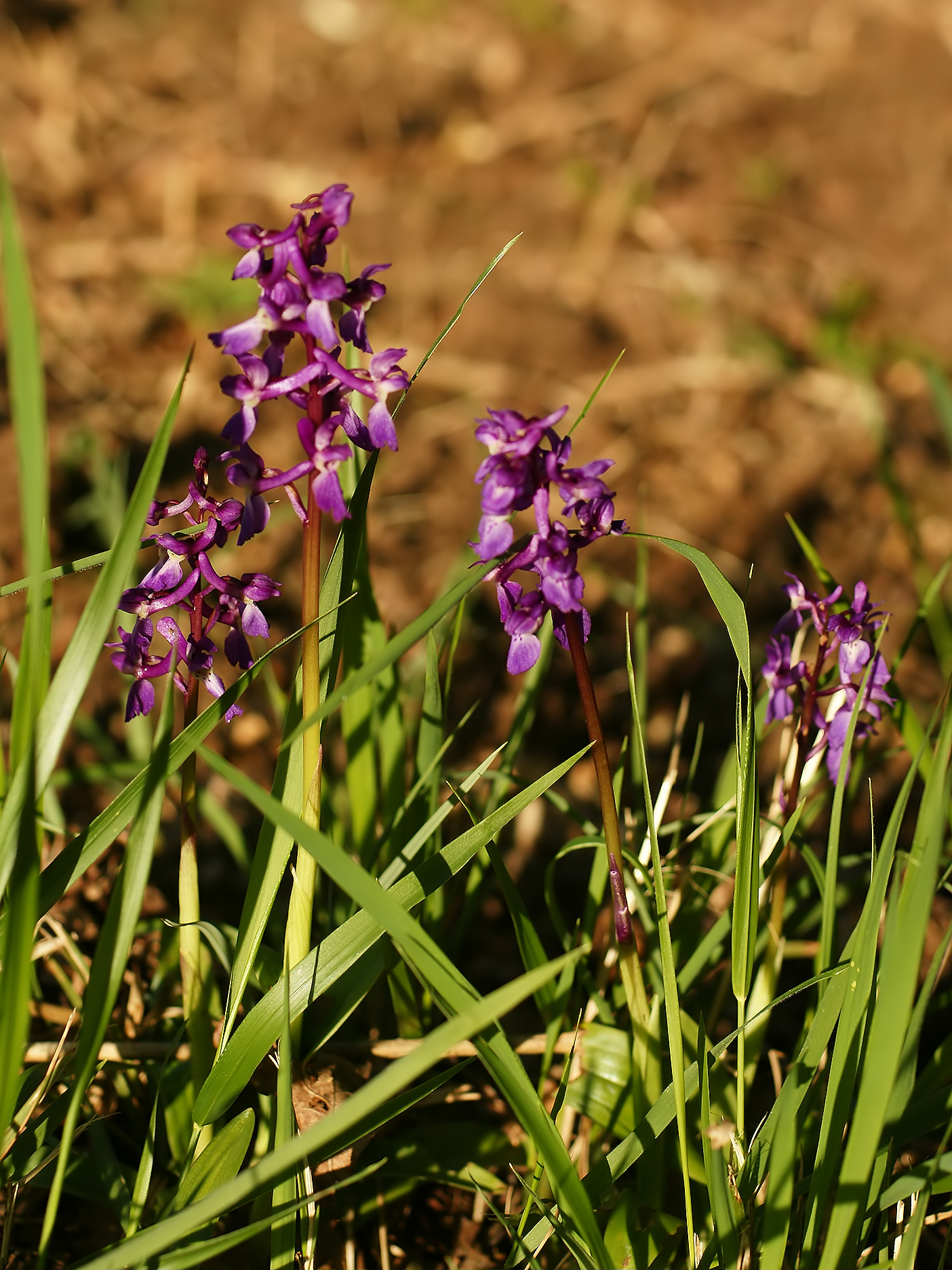

- Orchidactyla kromayeri (M.Schulze) Borsos & Soó 1966;
- Orchidactyla pentecostalis (Wettst. & Sennholz) Borsos & Soó 1966 ;
- Orchidactyla speciosissima (Wettst. & Sennholz) Borsos & Soó 1966;
- Orchis brevicornis var. fallax De Not. 1844;
- Orchis cochleata Fleischm. & M.Schulze 1902;
- Orchis compressiflora Stokes 1812 ;
- Orchis fallax (De Not.) Willk. in Willk. & J.M.C.Lange 1861
- Orchis glaucophylla A.Kern. 1864
- Orchis kromayeri M.Schulze 1904
- Orchis mascula f. longifolia Landwehr 1977
- Orchis mascula subsp. occidentalis O.Schwarz 1949
- Orchis mascula subsp. signifera (Vest) Soó 1927
- Orchis mascula subsp. speciosa (Mutel) Hegi 1909
- Orchis mascula subsp. tenera (Landwehr) Del Prete 1999
- Orchis mascula subsp. wanjkovii (E.Wulff) Soó 1932
- Orchis mascula var. acutiflora W.D.J.Koch 1837
- Orchis mascula var. bicolor Balayer 1986
- Orchis mascula var. fallax E.G.Camus 1889
- Orchis mascula var. hostii Patze, E.Mey. & Elkan 1848
- Orchis mascula var. maritzii J.A.Guim. 1887
- Orchis mascula var. monsignatica Font Quer 1928
- Orchis mascula var. obtusiflora W.D.J.Koch 1837
- Orchis mascula var. speciosa Mutel 1836
- Orchis mascula var. tenera Landwehr 1977
- Orchis monsignatica (Font Quer) Rivas Goday 1941
- Orchis morio f. mascula L. 1753
- Orchis morio var. mascula L. 1753
- Orchis obtusa Schur 1866
- Orchis obtusiflora Schur 1853
- Orchis olivetorum Gren. ex Nyman 1882
- Orchis ovalis F.W.Schmidt 1791
- Orchis parreissii C.Presl 1845
- Orchis patens var. fallax (De Not.) Rchb.f. 1851
- Orchis pentecostalis Wettst. & Sennholz 1889
- Orchis signifera Vest 1824
- Orchis speciosa Host 1831;
- Orchis speciosissima Wettst. & Sennholz 1889;
- Orchis stabiana Tenore 1833;
- Orchis tenera (Landwehr) Kreutz 1991;
- Orchis untchji M.Schulze 1907;
- Orchis vernalis Salisbury 1796;
- Orchis wanjkovii E.Wulff 1930;
- Orchis wilmsii K.Richt. 1890[4]

## Nombre común
- Castellano: campanos, cañamón, chupaeros, civiles, clavellina, compañón, compañón de perro hembra, compañón de perro macho, lirios, orchismacho, orquídea silvestre, sangre de Christo, sangre de Cristo, satiricón manchado, satirio macho de hojas estrechas, satirión macho, satirión manchado, satiron, satirón, testículo de perro.[5]